# Сан-Джованни-ин-Мариньяно
Сан-Джованни-ин-Мариньяно (итал. San Giovanni in Marignano) —  коммуна в Италии, располагается в регионе Эмилия-Романья, подчиняется административному центру Римини.
Население составляет 8015 человек, плотность населения составляет 372 чел./км². Занимает площадь 21,24 км². 
Почтовый индекс — 47842. Телефонный код — 0541.
Покровителем населённого пункта считается святой Иоанн Креститель. Праздник ежегодно празднуется 24 июня.